# Todo Saiko
Todo Saiko es un disco recopilatorio de la banda chilena de rock Saiko, publicado en 2003. Recoge los temas más importantes de los dos discos editados hasta la fecha por el grupo.
Con motivo de su salida de Virgin Records, casa discográfica de Saiko hasta ese entonces, editan este compilado para despedir esos cinco años en el sello y es el único disco de la banda publicado por dicha discográfica que ha contado con reediciones hasta el día de hoy.
Este álbum cuenta con la versión sinfónica de "Cuando miro en tus ojos" que formó parte de la presentación llamada Urban Symphony Lucky Strike del año 2002, donde bandas de rock y pop interpretaron sus temas junto a la Orquesta Sinfónica de Chile.

## Listado de canciones
1. Veneno
2. Amor que no es
3. La fábula
4. Happy hour
5. Cuando miro en tus ojos
6. Uno tras otro
7. Limito con el sol
8. Azar
9. El cielo entre tus manos
10. Mi felicidad
11. 100 mil vientos
12. Express
13. Emboscados
14. Cuando miro en tus ojos (Sinfónico)
15. La fábula (remix)
16. Azar (remix)

## Créditos
- Denisse Malebrán: Voces
- Luciano Rojas: Guitarras
- Coti Aboitiz: Sintetizador y Programaciones (hasta 2002)
- Iván Delgado: Teclado (hasta 2002)
- Javier Torres: Batería
- Jorge "Coyote" Martínez: Bajo (el participa solo en la canción Veneno)
- Orquesta Sinfónica de Chile, participa en la versión orquestal de Cuando miro en tus ojos.

## Sencillos
- Veneno

- Datos: Q10958787